# Греківка
Греківка (до 2016 — Петрі́вське) — село в Україні, у Красноріченській селищній громаді Сватівського району Луганської області. Населення становить 1 особа.

## Географія
В околицях села бере початок річка Текуч.

## Історія
Село засноване 1961 року. 
Під час російського вторгнення в Україну село було тимчасово окуповано російськими загарбниками, 5 жовтня 2022 року ЗСУ звільнили село.